# Izyda (imię)
Izyda – imię żeńskie pochodzenia egipskiego. W Europie rozpowszechniło się od imienia egipskiej bogini Izydy.